# チャイ・デ・バル
アンドレ・チャイ・デ・バル(Andre Tjay De Barr、2000年3月13日-)は、ジブラルタル出身のサッカー選手。リンカーン・レッド・インプスFC所属。ポジションはFW。ジブラルタル代表。

## クラブ経歴
リンカーン・レッド・インプスのユースを経て、2015年初頭にピーターバラ・ユナイテッドでトライアルを受けたが、契約には至らなかった。2017年にエウローパ・ポイントにレンタル移籍。チームはリーグ最下位に終わったため、降格することとなった。デ・バルの出場試合数は11と少なかったものの、彼のパフォーマンスはリンカーンの監督フリオ・セサル・リバスに感銘を与え、翌シーズンに積極的に起用していくことを約束した。デ・バルは2017年のペペ・レジェス・カップでベンチから出場し、決勝点となるPKを決めて同年9月に初のタイトルを獲得した。2018年2月20日、ロック・カップ2回戦のグラシス・ユナイテッド戦でリンカーンでの初ゴールを決めた。2018年5月29日、リンカーンを退団し、7月にライバルチームであるエウロパFCに移籍した。
デ・バルは2018年8月12日、ペペ・レジェス・カップで元所属クラブであるリンカーン戦でエウロパFCデビューを果たした。彼は前半38分にオウンゴールを記録し、試合は1-1でPK戦にもつれ込んだ。PK戦の末、エウロパFCが5-3で勝利し、個人でペペ・レジェス・カップ2連覇を果たした。2019年、リオ・アヴェ、ラス・パルマスのトライアルに招待され、このうちラス・パルマスのトライアルのみを受けた。2018年後半の圧倒的なパフォーマンスにより、デ・バルはGBCスポーツアワード2018の「ジュニア・インディビジュアル・オブ・ザ・イヤー」にノミネートされた。
2019年3月21日、デ・バルが2019-20シーズンにスペインのクラブ、レアル・オビエドと契約し、同クラブのBチームに帯同することが発表された。 8月25日にベンチからデビューしたが、シーズン開幕戦でペーニャ・デポルティーバに4-3で敗れた。2019年12月に、左足の半月板を負傷しこれ以降の試合に出場することが出来なかった。さらに、新型コロナウイルスのパンデミックによりシーズンが中断された。デ・バルは2020年5月27日にオビエドのBチームで限定的なトレーニングを再開した。しかし、スペインで復帰することは、パンデミックも相まってとても困難だったため、デ・バルは2020年9月1日に母国のリンカーン・レッド・インプスに復帰した。復帰後はキケ・ゴメスが不動のストライカーだったため、主にウイングとして起用された。彼のパフォーマンスはウィコム・ワンダラーズの注目を集め、2021年7月にトライアルに招待された。
2021年8月4日にウィコムと1年契約を結び、8月24日にEFLカップのスティヴネイジ戦で途中出場でデビューした。後半アディショナルタイムに同点ゴールを決めて試合を延長戦に持ち込み、PK戦を制しチームの勝利に貢献した。彼のプレースタイルと体格から、ウィコムのファンからは「テベス(Tevez)」というニックネームが付けられた。
2022年2月11日、彼は30日間の期限付きでイーストリーに加入した。4試合に出場したが、その後に負傷し、ウィコムに戻った。
2022年12月29日、ウィコムに復帰したデ・バルは、ホームで行われたウィコム対プリマス・アーガイル戦で、アリ・アル＝ハマディに代わって後半途中から出場した。今シーズン5度目の出場となったが、試合終了の笛が鳴った直後に倒れ込み、ピッチ上で治療を受けた後、病院に搬送された。治療を受けるとすぐに回復し、入院後間もなく退院した。1月下旬にトップチームに復帰し、2023年3月11日のバートン・アルビオン戦でウィコムでのリーグ戦初得点を挙げた。
2024年1月24日、古巣リンカーンに2度目の復帰を果たした。